# Kurt Kalchschmid
Kurt Kalchschmid, teilweise Kalchschmidt geschrieben, (* 22. März 1958) ist ein ehemaliger deutscher Fußballspieler. Der Abwehr- und Mittelfeldspieler stand bei den Zweitligisten. FC Augsburg, SpVgg Fürth und SSV Ulm 1846 unter Vertrag.

## Sportlicher Werdegang
Kalchschmid entstammt der Jugend des FC Augsburg. Für die Schwaben debütierte er am letzten Spieltag der Zweitliga-Spielzeit 1975/76 im Profifußball, als Waldhof Mannheim auswärts mit 3:0 geschlagen wurde. In den folgenden beiden Spielzeiten kam er unregelmäßig zum Einsatz, erst in der Spielzeit 1978/79 setzte er sich unter dem neuen Trainer Hans Cieslarczyk als Stammspieler durch und kam an der Seite von Georg Beichle, Erich Steer, Helmut Haller, Armin Veh und Karl-Heinz Stempfle in 37 der 38 Ligapartien zum Einsatz. Nach dem Abstieg in die Bayernliga als Tabellendrittletzter verließ er jedoch Augsburg und schloss sich dem Ligakonkurrenten SpVgg Fürth an. Hier blieb er jedoch ohne Einsatz in der Meisterschaft und verließ den Klub daraufhin.
In der Spielzeit 1982/83 spielte Kalchschmid für den FC Lauingen in der Bezirksliga Nord, ehe er zum TSV Schwaben Augsburg in die Bayernliga wechselte. Dort fiel er mit 13 Saisontoren auf, während der Klub als abgeschlagener Tabellenletzter in die Viertklassigkeit abstieg. Daraufhin nahm ihn der Ligakonkurrent TSV 1860 München unter Vertrag, den er jedoch nach nur einer Spielzeit in Richtung SSV Ulm 1846 verließ. Mit den „Spatzen“ wurde er an der Seite von Günter Berti, Uwe Spies  und Marcus Sorg unter Trainer Werner Nickel Meister der Oberliga Baden-Württemberg und stieg in die 2. Bundesliga auf. Hier blieb er wiederum ohne Spieleinsatz, so dass er im Sommer 1987 zum TSV Dasing in die viertklassige Landesliga Bayern ging. Dort beendete er 1990 seine aktive Laufbahn.
Nach seinem Karriereende wurde Kalchschmid Versicherungsvertreter für D.A.S. und die Ergo Versicherung.